# ذياب بن غانم
ذياب بن غانم الزغبي الهلالي العامري الهوازني أمير الزغبيين وأحد أمراء بني هلال وأحد أشهر فرسانهم وشعرائهم وعاش في نفس العصر مع أبي زيد الهلالي والأمير الحسن بن سرحان الهلالي.

## بطولات ذياب
ذياب بن غانم يعتبر أحد أبطال الحكايات الشعبية لتغريبة بني هلال من نجد إلى تونس وهو الذي قتل الزناتي خليفة حاكم تونس وبفضله استطاعت قبيلة بني هلال دخول تونس وبعدها القيروان ثم قسنطينة وغيرها من المدن في الجزائر. وقد كان الزناتي خليفة فارسا لا يشق له غبار وقد قتل ومثل بالعديد من فرسان بني هلال ورغم صراعه في العديد من الجولات مع أبي زيد الهلالي إلا أنه لم يستطع قتله فكان قتله على يد الأمير ذياب بن غانم.

## عيوبه
رغم بطولات ذياب العديدة إلا أنه لم يلق نفس الشهرة التي لاقاها الأمير أبو زيد الهلالي وذلك لما أخذ عليه من تسرع وتهور إضافة إلى الأنانية التي دفعته إلى منافسة الأمير الحسن في حكم تونس تلك المنافسة التي أدت به في نهاية المطاف إلى قتل الأمير الحسن بن سرحان وقتل أبي زيد الهلالي.

## مقتله
جاء في بعض الروايات أنه قتل على يد أحد أبناء الأمير أبي زيد الهلالي ويدعى مخير انتقاما لأبيه الذي قتله ذياب غدرا.. وقد جاء أنه ظفر به هو وأخوته لأمه فكان الأربعة يتسابقون لقتله ومخير بآخرهم فلما عرف أنهم سوف يقتلون ذياب قبله ضربه بالرمح وهو خلفهم فأصاب منه مقتلا فمات.